# Никифор Константину
Никифор (на гръцки: Νικηφόρος, Никифорос) е гръцки духовник, митрополит на Киншаса и екзарх на всички източни страни на Александрийската патриаршия. Автор е на много схоластични изследвания.

## Биография
Роден е като Георгиос Константину Микраянанитис (Γεώργιος Κωνσταντίνου Μικραγιαννανίτης) в 1949 година в Солун, Гърция. Завършва гимназия в родния си град и учи две години в Солунското духовно училище (1967 - 1969). В 1971 година се замонашва в ставропигиалния Дзангаролски манастир „Света Троица“ край Ханя на Крит и на 22 август същата година е ръкоположен дякон. В 1975 година завършва Богословския университет на Солунския университет.
В 1977 година постъпва в скита „Мала Света Анна“ в Света гора и става лектор в Атонската академия. В 1978 година е ръкоположен за йеромонах от епископ Хрисостом Родостолски, а по-късно е възведен в архимандритско достойнство от митрополит Никодим Йерисовски. По-късно става заместник-директор на академията, а в 1988 година, по решение на Светата община на Атон, Вселенската патриаршия го прави директор.
В 1997 година напуска академията и по покана на архиепископ Анастасий Тирански се заема с организирането на първото след възраждането на Албанската православна църква църковно училище в Аргирокастро. В 1999 година защитава докторат в Богословския факултет в Солун.
От 2006 година е в администрацията на Православния университет на Конго „Свети Атанасий Атонски“, където и преподава.
На 7 октомври 2010 година по предложение на патриарх Теодор II Александрийски Светият Синод на Патриаршията го избира за митрополит на Централна Африка със седалище в Киншаса. На 24 октомври 2010 година е ръкоположен в катедралния храм „Свети Сава Освещени“ в Киншаса от патриарх Теодор II и митрополитите Димитрий Севастийски, Калиник Пилуски, Пантелеймон Берски, Пантелеймон Ксантийски, Василий Еласонски, бившия централноафрикански митрополит Игнатий, Дамаскин Кидонски, и епископите Мелетий Катангски, Гавриил Мареотидски и Нифонт Вавилонски. На 20 декември същата година е интронизиран в църквата „Свети Николай“ в Киншаса от патриаршеския представител митрополит Григорий Камерунски.
На 24 ноември 2015 година епархията му е преименувана в Киншаска.